# Xestia gansuensis
Xestia gansuensis là một loài bướm đêm trong họ Noctuidae.